# Dicranomyia fijiana
Dicranomyia fijiana là một loài ruồi trong họ Limoniidae. Chúng phân bố ở miền Australasia.